# シュテファン・アイグナー
シュテファン・アイグナー（Stefan Aigner、1987年8月20日 - ）は、ドイツ・ミュンヘン出身の元プロサッカー選手。現役時代のポジションは、ミッドフィールダー。

## 経歴
TSV1860ミュンヘンの下部組織で育ち、2006年にブンデスリーガ2部のSVヴァッカー・ブルクハウゼンでデビューし、リーグ戦28試合で5得点4アシストを記録した。
2007年、ブンデスリーガのアルミニア・ビーレフェルトへ移籍したが、リーグ戦5試合に出場に留まった。
2009年1月、ブンデスリーガ2部の1860ミュンヘンに移籍すると攻撃的MFとしてのポジションを確立し、リーグ戦96試合で23得点19アシストを記録、DFBポカールでは5試合で2得点2アシストを記録した。2009-10シーズン終了後にはサポーター投票によるクラブのシーズン最優秀選手に選ばれた。
2011年夏以来、アルミン・フェーの率いるブンデスリーガ1部のアイントラハト・フランクフルトが獲得に関心を示し、2012年に同クラブへ3年契約で移籍した。2シーズンの間にブンデスリーガ62試合に出場し13得点、DFBポカールで12試合に出場し4得点、UEFAヨーロッパリーグで7試合に出場し1得点と結果を残し、2014年9月にあらためて4年契約を締結した。
2016年7月、古巣の1860ミュンヘンに移籍することが発表された。契約期間は4年。2016-17シーズンにはブンデスリーガ2部で24試合に出場し、4得点3アシストを記録した。
2017年7月27日、アメリカ合衆国のコロラド・ラピッズへ移籍した。契約期間は3年半。
2021年6月、現役引退を表明した。